# Circuit Het Nieuwsblad espoirs 2013
La 48e édition du Circuit Het Nieuwsblad espoirs a eu lieu le 29 juin 2013. La course fait partie du calendrier UCI Europe Tour 2013 en catégorie 1.2. Elle a été remportée par Dimitri Claeys (VL Technics-Abutriek) suivi trente-six secondes plus tard par Stig Broeckx (Lotto-Belisol U23) et Clément Lhotellerie (Colba-Superano Ham).

## Classement
| Classement général | Classement général  | Classement général | Classement général          | Classement général |
|                    | Coureur             | Pays               | Équipe                      | Temps              |
| ------------------ | ------------------- | ------------------ | --------------------------- | ------------------ |
| 1er                | Dimitri Claeys      | Belgique           | VL Technics-Abutriek        | en 4 h 36 min 14 s |
| 2e                 | Stig Broeckx        | Belgique           | Lotto-Belisol U23           | + 36 s             |
| 3e                 | Clément Lhotellerie | France             | Colba-Superano Ham          | m.t                |
| 4e                 | Jérôme Baugnies     | Belgique           | To Win-Josan                | + 1 min 15 s       |
| 5e                 | Kevin Thome         | Belgique           | Verandas Willems            | m.t                |
| 6e                 | Jelle Mannaerts     | Belgique           | Rock Werchter               | m.t                |
| 7e                 | Tim Kerkhof         | Pays-Bas           | EFC-Omega Pharma-Quick Step | m.t                |
| 8e                 | Nicolas Vereecken   | Belgique           | An Post-ChainReaction       | m.t                |
| 9e                 | Dylan van Baarle    | Pays-Bas           | Rabobank Development        | m.t                |
| 10e                | Mike Teunissen      | Pays-Bas           | Rabobank Development        | m.t                |
| modifier           |                     |                    |                             |                    |